# Eucercosaurus
Eucercosaurus là một chi khủng long, được Seeley mô tả khoa học năm 1879.